# Sommer-Deaflympics 2017
| XXIII. Sommer-Deaflympics | XXIII. Sommer-Deaflympics |
| ------------------------- | ------------------------- |
| Austragungsort:           | Samsun, Türkei            |
| Teilnehmende Nationen:    | 85                        |
| Teilnehmende Athleten:    | 2615                      |
| Wettbewerbe:              | 219 (18 Sportarten)       |
| Eröffnung:                | 18. Juli 2017             |
| Schlussfeier:             | 30. Juli 2017             |
| Hauptstadion:             | Samsun 19 Mayıs Stadı     |
| Homepage:                 | deaflympics2017.org       |

Die XXIII. Sommer-Deaflympics fanden vom 18. bis zum 30. Juli 2017 in Samsun, Türkei statt. Samsun war zum ersten Mal Austragungsort des größten Sportereignisses für gehörlose Sportler.

## Sportarten
Bei den Sommer-Deaflympics 2017 gab es in 18 Sportarten insgesamt 219 Medaillenentscheidungen.
| - Badminton (Ergebnisse) - Basketball (Ergebnisse) - Beachvolleyball (Ergebnisse) - Bowling (Ergebnisse) - Fußball (Ergebnisse) - Golf (Ergebnisse) - Handball (Ergebnisse) - Judo (Ergebnisse) - Karate (Ergebnisse) - Leichtathletik (Ergebnisse) | - Mountainbike (Ergebnisse) - Orientierungslauf (Ergebnisse) - Radsport (Ergebnisse) - Ringen (Ergebnisse) - Schießen (Ergebnisse) - Schwimmen (Ergebnisse) - Taekwondo (Ergebnisse) - Tennis (Ergebnisse) - Tischtennis (Ergebnisse) - Volleyball (Ergebnisse) |

## Austragungsstätten
- Eröffnungs-/Schlussfeier: Samsun 19 Mayıs Stadı[2]
- Badminton: Bafra Sports Hall (Bafra)
- Basketball: Yasar Dogu Sports Hall, Bahattin Ekinci Sports Hall (beide in Tekkeköy)
- Beachvolleyball: Beach Volleyball Court (İlkadım)
- Bowling: Samsun Bowling Hall (İlkadım)
- Fußball: Carsamba Stadium, Canik 19 Mayıs Stadium (beide in Canik), Bafra Stadium (Bafra)
- Golf: Samsun M.M. Golf Club (Atakum)
- Handball: Carsamba Sports Hall (Çarşamba)
- Judo: Ataturk Sports Hall (Canik)
- Karate: Ataturk Sports Hall (Canik)
- Leichtathletik: Ilkadım Athletics Fields (İlkadım)
- Mountainbike: Mountain Bike Trail (Atakum)
- Orientierungslauf: Orienteering (Samsun)
- Radsport: 19 Mayis District Cycling Road (Ondokuzmayıs)
- Ringen: Kavak Sports Hall (Kavak)
- Schießen: Bafra Şehit M.Serin Shooting Venue (Bafra)
- Schwimmen: Samsun Olympic Swimming Pool (Atakum)
- Taekwondo: Ataturk Sports Hall (Canik)
- Tennis: Samsun Tennis Club (Canik)
- Tischtennis: Archery Venue (İlkadım)
- Volleyball: Mustafa Dagistanli Sports Hall, Hasan Dogan Sports Hall (beide in İlkadım)

## Teilnehmende nationale Verbände
85 nationale Verbände nahmen teil mit 2615 Sportlerinnen und Sportlern:
| - Argentinien - Armenien - Aserbaidschan - Australien - Belgien - Brasilien - Bulgarien - Chile - Volksrepublik China - Dänemark - Deutschland - Ecuador - Elfenbeinküste - Estland - Finnland - Frankreich - Georgien - Ghana - Griechenland - Guatemala | - Hongkong - Indien - Indonesien - Irak - Iran - Irland - Israel - Italien - Japan - Jemen - Kamerun - Kanada - Kasachstan - Kenia - Kirgisistan - Kolumbien - Kroatien - Kuba - Lettland - Libyen | - Malta - Mauritius - Nordmazedonien - Mexiko - Moldau - Mongolei - Nepal - Niederlande - Norwegen - Österreich - Pakistan - Polen - Portugal - Russland - Sambia - Saudi-Arabien - Schweden - Schweiz - Serbien - Singapur | - Slowakei - Slowenien - Spanien - Südafrika - Südkorea - Thailand - Chinesisch Taipeh - Tschechien - Türkei - Turkmenistan - Ukraine - Ungarn - Usbekistan - Venezuela - Vereinigte Staaten - Vereinigte Arabische Emirate - Vereinigtes Königreich - Chile - Belarus - Zypern |

## Medaillenspiegel
| Platz  | Land                         | Gold | Silber | Bronze | Gesamt |
| ------ | ---------------------------- | ---- | ------ | ------ | ------ |
| 01     | Russland (RUS)               | 85   | 53     | 61     | 199    |
| 02     | Ukraine (UKR)                | 21   | 42     | 36     | 99     |
| 03     | Südkorea (KOR)               | 18   | 20     | 14     | 52     |
| 04     | Türkei (TUR)                 | 17   | 7      | 22     | 46     |
| 05     | Volksrepublik China (CHN)    | 14   | 9      | 11     | 34     |
| 06     | Japan (JPN)                  | 6    | 9      | 12     | 27     |
| 07     | Iran (IRI)                   | 5    | 9      | 20     | 34     |
| 08     | Venezuela (VEN)              | 5    | 5      | 8      | 18     |
| 09     | Kenia (KEN)                  | 5    | 5      | 6      | 16     |
| 10     | Vereinigte Staaten (USA)     | 5    | 3      | 8      | 16     |
| 11     | Belarus (BLR)                | 4    | 9      | 3      | 16     |
| 12     | Chinesisch Taipeh (TPE)      | 4    | 5      | 8      | 17     |
| 13     | Deutschland (GER)            | 4    | 5      | 3      | 12     |
| 14     | Vereinigtes Königreich (GBR) | 3    | 1      | 5      | 9      |
| 15     | Slowakei (SVK)               | 2    | 2      | 2      | 6      |
| 16     | Griechenland (GRE)           | 2    | 1      | 2      | 5      |
| 17     | Kuba (CUB)                   | 2    | 1      | —      | 3      |
| 18     | Tschechien (CZE)             | 2    | —      | 2      | 4      |
| 19     | Thailand (THA)               | 2    | —      | —      | 2      |
| 20     | Litauen (LTU)                | 1    | 5      | 7      | 13     |
| 21     | Italien (ITA)                | 1    | 3      | 8      | 12     |
| 22     | Polen (POL)                  | 1    | 3      | 7      | 11     |
| 23     | Kroatien (CRO)               | 1    | 3      | 2      | 6      |
| 24     | Frankreich (FRA)             | 1    | 2      | 6      | 9      |
| 25     | Kasachstan (KAZ)             | 1    | 1      | 5      | 7      |
| 26     | Indien (IND)                 | 1    | 1      | 3      | 5      |
| 27     | Schweiz (SUI)                | 1    | 1      | —      | 2      |
| 28     | Brasilien (BRA)              | 1    | —      | 4      | 5      |
| 29     | Norwegen (NOR)               | 1    | —      | 1      | 2      |
| 29     | Singapur (SGP)               | 1    | —      | 1      | 2      |
| 31     | Lettland (LVA)               | 1    | —      | —      | 1      |
| 31     | Mexiko (MEX)                 | 1    | —      | —      | 1      |
| 33     | Mongolei (MGL)               | —    | 4      | 5      | 9      |
| 34     | Georgien (GEO)               | —    | 2      | 1      | 3      |
| 35     | Südafrika (RSA)              | —    | 2      | —      | 2      |
| 36     | Armenien (ARM)               | —    | 1      | 4      | 5      |
| 37     | Indonesien (INA)             | —    | 1      | 1      | 2      |
| 37     | Portugal (POR)               | —    | 1      | 1      | 2      |
| 39     | Ecuador (ECU)                | —    | 1      | —      | 1      |
| 39     | Malaysia (MAS)               | —    | 1      | —      | 1      |
| 39     | Schweden (SWE)               | —    | 1      | —      | 1      |
| 42     | Kirgisistan (KGZ)            | —    | —      | 4      | 4      |
| 43     | Bulgarien (BUL)              | —    | —      | 3      | 3      |
| 44     | Österreich (AUT)             | —    | —      | 1      | 1      |
| 44     | Ägypten (EGY)                | —    | —      | 1      | 1      |
| 44     | Estland (EST)                | —    | —      | 1      | 1      |
| 44     | Finnland (FIN)               | —    | —      | 1      | 1      |
| 44     | Ungarn (HUN)                 | —    | —      | 1      | 1      |
| 44     | Israel (ISR)                 | —    | —      | 1      | 1      |
| 44     | Niederlande (NED)            | —    | —      | 1      | 1      |
| 44     | Spanien (ESP)                | —    | —      | 1      | 1      |
| Gesamt | Gesamt                       | 219  | 219    | 294    | 732    |